# Chorona-manchada
Chorona-manchada (nome científico: Laniocera rufescens) é uma espécie de ave da família dos titirídeos.
Pode ser encontrada nos seguintes países: Belize, Colômbia, Costa Rica, Equador, Guatemala, Honduras, México, Nicarágua e Panamá.
Os seus habitats naturais são: florestas subtropicais ou tropicais húmidas de baixa altitude.